# 19h00 - 20h00 (épisode de 24 Heures chrono, saison 4)
19h00 - 20h00 est le treizième épisode de la 4e saison de la série télévisée 24 Heures chrono.

## Résumé

### De 19:00:00 à 19:11:03
- A la Cellule Anti-Terroriste, Curtis Manning vient d'apprendre que la bombe électromagnétique a explosé au siège de McLennen-Forster où se trouvent toujours Jack Bauer et Paul Raines. Pendant ce temps, le Ministre de la Défense James Heller présente la nouvelle Directrice de la Cellule envoyée par la Division Michelle Dessler. La priorité est donnée à la recherche de la preuve trouvée chez McLennen-Forster plutôt qu'à celle de Jack et de Paul. Les premières disputes entre Tony Almeida et Michelle Dessler, son ex-femme, ont lieu sur le travail que Michelle réserve à Tony.
- Chez Mc Lennen-Forster, Paul Raines est torturé par les hommes de la sécurité qui tentent de mettre la main sur la preuve qu'il a réussi à récupérer. Jack Bauer intervient à temps pour le sauver mais il est mal-en-point. Ce dernier lui indique le lieu où il a caché la preuve et tous deux s'y rendent pour la récupérer. Une fois fait, ils se dirigent vers la sortie du bâtiment.
- A Los Angeles, le terroriste Habib Marwan téléphone à l'un de ses contacts nommé Anderson. Un rendez-vous est donné une demi-heure plus tard.

### De 19:15:19 à 19:22:26
- A la Cellule Anti-Terroriste, les analystes se rendent compte qu'un hélicoptère non identifiable se dirige vers McLennen-Forster. Tony pense qu'il s'agit de militaires envoyés par la société pour liquider Jack et Paul.
- Chez Mc Lennen-Forster, Jack et Paul sortent du bâtiment et aperçoivent un hélicoptère approchant. Jack s'approche et constate qu'il s'agit de militaires armés. Jack et Paul se réfugient dans un magasin d'armes où se trouvent deux vendeurs arabes qui viennent de se faire piller. Jack propose une solution : ouvrir le feu sur le commando, les forçant ainsi à utiliser leurs radios dont les fréquences seront repérées par la Cellule Anti-Terroriste. Les deux jeunes hommes décident de rester pour les aider.

### De 19:26:48 à 19:39:02
- A la Cellule Anti-Terroriste, James Heller a une discussion avec sa fille Audrey Raines. Celle-ci avoue à son père ne plus être sûr de ses sentiments envers Jack depuis que celui-ci a torturé Paul. Pendant ce temps, Sarah Gavin vient réclamer à Michelle les faveurs que lui avaient promises Erin à la suite de l'interrogatoire qu'elle a subi à tort. Michelle la fait mettre aux arrêts, jugeant qu'elle n'a plus la tête au travail. Celle-ci la menace. Michelle fait remplacer Sarah par Tony, à contrecœur. La Cellule n'a toujours aucune trace de Jack et de Paul. Tony propose une autre solution à celle de Curtis et Michelle pour les retrouver mais cette dernière la rejette, la trouvant incertaine. Audrey apprend à Michelle que Tony lui sauvé la vie plus tôt dans la journée, lui demandant de revoir son avis professionnel sur lui, ajoutant que personnellement il tient encore à elle. Elle se dirige alors vers le poste de Tony et s'excuse.
- Près de Mc Lennen-Forster, Jack, Paul et les deux vendeurs se préparent à l'arrivée du commando. L'un de leurs hommes, Spector, apparaît au coin de la rue. Jack tire une balle pour l'effrayer, et celui-ci appelle des renforts. Le commando arrive à l'angle de la rue quelques minutes plus tard.

### De 19:43:19 à 19:49:37
- A la Cellule Anti-Terroriste, Audrey Raines travaille avec Tony sur la recherche d'Habib Marwan. Audrey lui avoue ce qu'elle a dit à Michelle. À cet instant, Edgar Stiles, l'un des analystes, réussit à capter le signal de plusieurs radios à 300m du siège de McLennen-Forster: la solution de Tony était donc la meilleure. Lors de l'assaut, la Cellule détecte les coups de feu. Curtis leur apprend que les équipes au sol ne seront pas là avant 5 à 6 minutes.
- Près de Mc Lennen-Forster, l'assaut est donné contre le magasin d'armes. Jack, Paul et les deux vendeurs ouvrent le feu sur le commando. Les quelques militaires encore en vie font sauter la porte et pénètrent dans le magasin où la fusillade se poursuit.

### De 19:53:58 à 19:59:57
- A la Cellule Anti-Terroriste, les analystes coordonnent l'offensive sur le terrain. Castle apprend à la Cellule que la zone est sécurisée et que Jack et Paul sont sains et saufs. Tony apprend la nouvelle à Michelle. Elle en profite pour s'excuser des mots déplacés qu'elle a eu à son égard. Elle le retient lorsque celui-ci décide de quitter la Cellule.
- Près de Mc Lennen-Forster, les hommes de la Cellule ont repris le magasin et tué d'après eux tous les opposants. À cet instant, un fusil est récupéré par une main mystérieuse au sol. Jack remercie les deux vendeurs pour leur aide tandis que l'un des hommes de McLennen-Forster, au sol, se réveille et tire sur Paul avant que Jack ne puisse intervenir, le laissant pour mort. Les secours viennent chercher Paul.
- A Los Angeles, Anderson téléphone à Habib Marwan qui semble indiquer que l'attaque à venir concerne le Président des États-Unis

## Distrtibution
(par ordre d'apparition au générique)

### Acteurs Principaux
- Kiefer Sutherland : Jack Bauer
- Kim Raver : Audrey Raines
- Lana Parrilla : Sarah Gavin
- William Devane : James Heller

### Invités
(Avec/Guest Starring)
- Carlos Bernard : Tony Almeida
- Reiko Aylesworth : Michelle Dessler
- Roger Cross : Curtis Manning
- James Frain : Paul Raines
- Louis Lombardi : Edgar Stiles
- Arnold Vosloo : Habib Marwan
- Cameron Bancroft : Lee Castle
- Tomas Arana : Dave Conlon
- Amin Nazemzadeh : Naji
- Omid Abtahi : Safa
- Christopher B. Duncan : Spector
- Ned Vaughn : Mitch Anderson

### Reste de la distribution
(Avec/Co-Starring)
- Kevin Sizemore : Médecin
- Jay Harik : Homme arabe
- Alicia Bien : Reporter télévisée

## Diffusions
(liste non exhaustive)
| Date         | Pays       | Chaîne | Commentaire                 |
| ------------ | ---------- | ------ | --------------------------- |
| 14 mars 2005 | États-Unis | FOX    | Première diffusion mondiale |